# Jugoslav Petrušić
Jugoslav Petrušić Dominik (Medveđa, 25. studenoga 1962.), srpsko-francuski je agent i kontrabavještajni časnik te član francuske vojne obavještajne službe DRM, Francuske legije stranaca, jedan od glavnih organizatora kontraobavještajnih operacija tijekom ratova u bivšoj Jugoslaviji, kao i pripadnik tijekom operacije u Srebrenici i jedan od optuženih za organiziranje i pripremu atentata na bivšeg predsjednika Srbije i SR Jugoslavije Slobodana Miloševića.

## Vanjske poveznice
- PDN